# Werner Gadliger
Werner Gadliger (* 27. Mai 1950 in Kehrsatz) ist ein Schweizer Fotograf, Zeichner, Radierer, Maler, Autor, Collage- und Mail-Art-Künstler.

## Leben
Werner Gadliger verbrachte seine Jugend- und Schuljahre in der Stadt Bern. 1966 begann er eine Lehre als Fotograf in Basel bei Emil Balzer und Hans Hinz, die er 1969 abschloss. Danach war er bis 1976 in diversen Berufen tätig und hatte verschiedene Stellen als Fotograf inne, unter anderem bei der Schweizerischen Verkehrszentrale in Zürich. Von 1976 bis 1979 war Gadliger als Helikopterfotograf angestellt und fotografierte in Österreich, England und in der Schweiz aus der Luft. Die Schlechtwetterpausen und die Wartezeiten zwischen den Flügen nutzte er zum Zeichnen. Ab 1973 begann Gadliger zunächst nebenberuflich seine künstlerische Tätigkeit und veröffentlichte 1979 sein erstes Buch Fotografien. Seit diesem Zeitpunkt ist er als selbständiger Zeichner, Radierer und Fotograf aktiv. Seine Werke werden in zahlreichen Einzel- und Gruppenausstellungen in der Schweiz und im Ausland gezeigt. Daneben veröffentlicht Gadliger einen Teil seiner Werke in diversen eigenständigen Buchpublikationen. Werner Gadliger lebt und arbeitet in Zürich.

## Werk

### Fotografie
Das fotografische Werk von Werner Gadliger umfasst, neben den früh entstandenen Luftbildaufnahmen, Strassenszenen sowie viele Porträtaufnahmen von Menschen im öffentlichen Raum, darunter Clochards und Arbeiter. Gadliger setzt dabei Objektive mit normaler oder kürzerer Brennweite ein. Dies verhindert das unbemerkte Fotografieren von Personen und verunmöglicht gestellte Bilder. Gadliger will so den Porträtierten die Möglichkeit zum Protest einräumen.
Weiter umfasst das Werk von Gadliger diverse Stadt- und Landschaftsansichten vorwiegend aus der Region Zürich und der Schweiz, aber auch aus New York, Frankreich, Italien, Portugal, Spanien, England, Österreich, Ungarn, Deutschland und aus aussereuropäischen Ländern.
Ein weiterer Teil des fotografischen Werks von Gadliger sind die zahlreichen Porträts von Kunstschaffenden, aus der Schweiz, Europa, Afrika, Südamerika und der Karibik, darunter Porträts von René Burri, Margaretha Dubach, HR Giger, Arnold Kübler, Hugo Loetscher, Bernhard Luginbühl, Walter Marti und Reni Mertens, Gerhard Meier, Carl Bucher, Alex Sadkowsky, Ernst Scheidegger, Roman Signer, André Thomkins, Jean Tinguely und andere.

### Zeichnen, Radieren, Collagieren
Gadliger zeichnet und radiert vorwiegend surreale Welten, die von fantastischen Tierwesen mit Flügeln und Flossen bevölkert werden. Nashörner, Fische, Elefanten, Wale und Vögel gehören zu den am häufigsten vorkommenden Tieren. Daneben sind Augen, Pflanzenwelten und geometrische Muster, die den Raum gliedern, die häufigsten Motive.

### Weiteres
Gadliger schreibt absurde Kurzgeschichten, Gedichte und andere Texte. Themen sind zum Beispiel Reisen, Umweltzerstörung und Entfremdung. Seine Texte erscheinen zum Teil im Selbstverlag, wobei die einzelnen Buchexemplare teilweise individuell gestaltet und durch Collagen ergänzt werden. Gadliger ist zudem als Mail-Art-Künstler tätig.

### Öffentlich zugängliche Werke
Gadligers Werke sind unter anderem bei folgenden Institutionen der Öffentlichkeit zugänglich: Auer Ory Photo Foundation (Hermance/Genève), Fondation Herzog (Basel), Schweizerische Nationalbibliothek (Bern), Deutsche Nationalbibliothek (Leipzig), Fotostiftung Schweiz (Winterthur), Stadtarchiv Zürich, Zentralbibliothek Zürich.

### Ausstellungen

#### Einzelausstellungen (Auswahl)
- 1979: Zürich, Zum Mathäser (erste Einzelausstellung)
- 1983: Zürich, Suzanne Bollag
- 1984/1985: Zürich, SBG Zürich, Künstlerporträts (durch Atelier A.Wydler)
- 1992: Zürich, Atelier 3 Hanne Brehm
- 1997: Zürich, Galerie Delphin 24
- 2000: Zürich, Galerie a16 (mit Margrith Bischof)
- 2004/05: Zürich, Galerie Wengihof (mit Mariann Godon)
- 2005: Zürich, Galerie Trittligasse (mit Anita Gentinetta)
- 2007: Zürich, Galerie Trittligasse (mit R. Humm + H. Stalder)
- 2008: Zürich, Galerie EB, «NebenSchauPlätze – Der Kreis 8 und darüber hinaus»
- 2010: Lengnau, «subjektiv-objektiv», art room
- 2012: Zürich, Galerie Trittligasse (mit Thomas Bauer)
- 2013: Photogarage Zürich (Fotografien und Buchvernissage «Im Atelier und unterwegs»)
- 2014: Photobastei Zürich (Künstlerporträts und Reisebilder)
- 2016: Buchhandlung Hirslanden (Fotoausstellung: Schriftstellerporträts und Reisebilder)
- 2016/2017: Fotostiftung Schweiz, Passage (16. September 2016 bis 29. Januar 2017: Ausstellung der Buchmaquette «Begegnungen» von 1979
- 2017: Kunstverein Hof, Oberfranken/Bayern (15. März bis 23. April 2017, mit Clemens Hutter)
- 2021: Photobastei Zürich, 11. bis 21. November 2021: «Unterwegs» (Fotoausstellung)
- 2021/22: Art Dock Zürich 05.09.2021 bis Ende 2022: «Art-Genossen» (Fotoausstellung)
- 2022/23: Art Dock Zürich, Wende 23, Fotomontagen | Und Gemeinschaftszeichnungen mit Urs Maltry
- 2024: Auer Ory Photo Foundation, Hermance Genève, 5. September bis 30. Oktober 2024)

#### Gruppenausstellungen (Auswahl)
- 1980: Zürich, Galerie Ursula Holl
- 1980: Zürich, Zürcher Künstler, Züspa-Hallen
- 1981: Aarau, Kunsthaus (Weihnachtsausstellung)
- 1981: Basel, ART 12’81 – Galerie Suzanne Bollag (Zürich)
- 1983: Zürich, Suzanne Bollags «Lieblingsbilder + -plastiken»
- 1988: Zürich, Kunsthaus, Kunstszene Zürich
- 1990: Zürich, Galerie Art Selection
- 2006/2007: Bartenstein/D, Kunstkammer im Schloss
- 2007: St. Gallen, Kantonsbibliothek, «Gerold Späth & Co»
- 2008/2009: Kunstmuseum Olten, In der Beiz / au bistro
- 2010: Alte Fabrik Rapperswil, Gerold Späths Künstlerbücher
- 2015: ArtDock Zürich, «Wahnwelt-Wellen»
- 2022/23: Musée Visionnaire, Fotomontagen Alex Sadkowsky
- 2023: Kunstmuseum Olten, Schatzkammer Sammlung
- 2023/24: Art Dock Zürich, Impulse 24, Fotomontagen

## Publikationen

### Selbständige Publikationen (Auswahl)
- Fotografien. Edition WerGa, Zürich 1977, ISBN 3-909146-01-5.
- Begegnungen. Fotografien, Zeichnungen, 1 Kurzgeschichte. Edition WerGa, Zürich 1979, ISBN 3-909146-02-3.
- Traumfahrt. Radierungen, Zeichnungen, Texte. Edition WerGa, Zürich 1982, ISBN 3-909146-03-1.
- Augen-Blicke. Zeichnungen, Radierungen, Fotografien, Künstlerbriefe, Mail Art, Kurzgeschichten. Edition WerGa, Zürich 1985, ISBN 3-909146-04-X.
- Nachtbubenwerk. Zeichnungen, Radierungen, Texte, Geschichten, Fotografien, Fotocollagen, Mail Art. Edition WerGa, Zürich 1988, ISBN 3-909146-05-8.
- Flugwetter. Katalog, Bilder, Kurzgeschichten. Edition WerGa, Zürich 1990, ISBN 3-909146-09-0.
- Grenzenlos. Künstlerporträts. Edition WerGa, Zürich 1996.
- Graphitspuren. Zeichnungen und Texte. Edition WerGa, Zürich 2007.
- Fixierte Momente. Fotografien und Zeichnungen. Edition WerGa, Zürich 2008.
- Kleine Riesenzwergnashörner und anderes Getier. Zeichnungen und Kurztexte. Edition WerGa, Zürich 2010.
- Das Schwarzbuch. Solarisationen. Edition WerGa, Zürich 2010.
- Nichtbellende Pferde. Zeichnungen. Edition WerGa, Zürich 2011.
- mit Nora Iuga: Vom Süden her kommt ein Herz auf Stelzen, Fotografien und Gedichte. Kunst und Text (KuTe), Waldgut Verlag, Frauenfeld 2011, ISBN 978-3-03740-102-6.
- Im Atelier und unterwegs: Künstlerporträts. Benteli, Sulgen 2013, ISBN 978-3-7165-1779-6.
- Nebenschauplätze. Edition abcdefghijklmnopqrstuvwxyz, Diessenhofen 2021, ISBN 978-3-03858-516-9.
- Carnet No. 39. Hrsg. Auer Ory Photo Foundation, Hermance Genève 2024.

### Beiträge in anderen Publikationen (Auswahl)
- Spektrum: internationale Vierteljahresschrift für Dichtung und Originalgraphik. Verlag Spektrum, Zürich. Beiträge in den Nummern 102 (1984), 104 (1984), 111 (1986), 114 (1987).
- Jan Morgenthaler u. a. (Hrsg.): Ein flüchtiger Sommer in Zürich: die reisenden Denkmäler. Transit 1999. Kontrast, Zürich 1999.
- Ines Anselmi u. a. (Hrsg.): La dirección de la mirada. Neue Kunst aus Kuba. Edition Voldemeer Zürich / Springer Verlag, Wien / New York 1999, ISBN 3-211-83301-3.
- Tini Haffmans (Hrsg.): Der Raben-Kalender für jeden Tag. Haffmans/zeitausendundeins Zürich / Leipzig, ISBN 978-3-86150-429-0. Beiträge: 26. November 2006, 16. Juni 2008, 19. August 2009, 6. November 2009, 29. Mai 2010, 20. September 2009, 9. Oktober 2011, 11. Mai 2012, 2. April 2013, 10. Dezember 2013, u. v. a.
- Ruth Känel (Hrsg.): Werner Morlang – Ein Spurenleser im Verborgenen. (Porträtfotografien von Werner Gadliger). Zürich 2016.